# Coupe Amílcar Cabral
La Coupe Amílcar Cabral (plus souvent appelée Coupe Cabral) est une compétition de football qui regroupe des pays de la sous-région ouest-africaine. La coupe porte le nom de l'homme politique africain Amílcar Cabral qui mena la Guinée-Bissau et le Cap-Vert à l'Indépendance.

## Histoire
La première édition de la coupe a lieu en 1979 en Guinée-Bissau et c'est le Sénégal qui l'emporte.
La dernière édition a lieu en Guinée-Bissau en 2007. Elle est remportée par le Mali, qui bat le Cap-Vert par 2 buts à 1.

## Palmarès
| Année | Vainqueur       | Finaliste       | 3e Place        | Meilleur Buteur              | Organisateur  |
| ----- | --------------- | --------------- | --------------- | ---------------------------- | ------------- |
| 1979  | Sénégal         | Mali            | Guinée          |                              | Guinée-Bissau |
| 1980  | Sénégal         | Gambie          | Guinée          |                              | Gambie        |
| 1981  | Guinée          | Mali            | Sénégal         |                              | Mali          |
| 1982  | Guinée          | Sénégal         | Mali            |                              | Cap-Vert      |
| 1983  | Sénégal         | Guinée-Bissau   | Mali            |                              | Mauritanie    |
| 1984  | Sénégal         | Sierra Leone    | Mali            |                              | Sierra Leone  |
| 1985  | Sénégal         | Gambie          | Mali            |                              | Gambie        |
| 1986  | Sénégal         | Sierra Leone    | Gambie          |                              | Sénégal       |
| 1987  | Guinée          | Mali            | Sénégal         |                              | Guinée        |
| 1988  | Guinée          | Mali            | Sénégal         |                              | Guinée-Bissau |
| 1989  | Mali            | Guinée          | Cap-Vert        |                              | Mali          |
| 1991  | Sénégal         | Cap-Vert        | Sierra Leone    |                              | Sénégal       |
| 1993  | Sierra Leone    | Sénégal         | Gambie          |                              | Sierra Leone  |
| 1995  | Sierra Leone    | Mauritanie      | Cap-Vert        |                              | Mauritanie    |
| 1997  | Mali            | Sénégal         | Guinée          |                              | Gambie        |
| 2000  | Cap-Vert        | Sénégal         | Guinée          |                              | Cap-Vert      |
| 2001  | Sénégal         | Gambie          | Mali            | Fernando Co (6 buts)         | Mali          |
| 2005  | Guinée          | Sénégal         | Mali            | Anibal Co (2 buts)           | Guinée        |
| 2007  | Mali            | Cap-Vert        | Sénégal         | Meïssa Binta Ndiaye (4 buts) | Guinée-Bissau |
| 2009  | Edition annulée | Edition annulée | Edition annulée | Edition annulée              | Mauritanie    |

## Bilan par pays
| Victoire(s) | Pays         | Année(s)                                       |
| ----------- | ------------ | ---------------------------------------------- |
| 8 fois      | Sénégal      | 1979, 1980, 1983, 1984, 1985, 1986, 1991, 2001 |
| 5 fois      | Guinée       | 1981, 1982, 1987, 1988, 2005                   |
| 3 fois      | Mali         | 1989, 1997, 2007                               |
| 2 fois      | Sierra Leone | 1993, 1995                                     |
| 1 fois      | Cap-Vert     | 2000                                           |